# Emanuel Buchmann
Emanuel Buchmann (Ravensburg, 18 de noviembre de 1992) es un ciclista profesional alemán que desde 2025 corre para el equipo Cofidis.

## Palmarés
2014
- 1 etapa de la Vuelta a Bohemia Meridional

2015
- Campeonato de Alemania en Ruta

2017
- 2.º en el Campeonato de Alemania en Ruta

2019
- Trofeo Andrach-Lloseta[1]
- 1 etapa de la Vuelta al País Vasco

2020
- Trofeo Serra de Tramuntana

2023
- Campeonato de Alemania en Ruta

## Resultados en Grandes Vueltas y Campeonatos del Mundo
| Carrera         | Carrera         | 2012 | 2013 | 2014 | 2015 | 2016 | 2017 | 2018 | 2019 | 2020 | 2021 | 2022 | 2023 | 2024 | 2025 |
| --------------- | --------------- | ---- | ---- | ---- | ---- | ---- | ---- | ---- | ---- | ---- | ---- | ---- | ---- | ---- | ---- |
|                 | Giro de Italia  | —    | —    | —    | —    | —    | —    | —    | —    | —    | Ab.  | 7.º  | —    | —    | —    |
|                 | Tour de Francia | —    | —    | —    | 83.º | 21.º | 15.º | —    | 4.º  | 38.º | 33.º | —    | 21.º | —    | 30.º |
|                 | Vuelta a España | —    | —    | —    | —    | —    | 65.º | 12.º | —    | —    | —    | —    | 20.º | —    | —    |
| Mundial en Ruta | Mundial en Ruta | —    | —    | —    | —    | —    | —    | 46.º | —    | —    | —    | —    | —    | —    | —    |

—: no participa

Ab.: abandono

## Equipos
- Team Specialized Concept Store (2012)
- Rad-Net Rose Team (2013-2014)
- Bora (2015-2024)
  - Bora-Argon 18 (2015-2016)
  - Bora-Hansgrohe (2017-2024)[2]
  - Red Bull-BORA-hansgrohe (2024)[3]
- Cofidis (2025-)